# 33590 Sreelakshmi
33590 Sreelakshmi este o planetă minoră (asteroid), cu un diametru de 2,211 km, din centura de asteroizi. A fost descoperită pe 10 mai 1999 la Experimental Test Site⁠(d) de Lincoln Near-Earth Asteroid Research. 
Obiectul prezintă o orbită caracterizată de o semiaxă mare de 2,3284128 UAi, o excentricitate de 0,12, o înclinație de 7,62777 ° în raport cu ecliptica.